# Virginia Slims of Indianapolis 1983
Il Virginia Slims of Indianapolis 1983 è stato un torneo di tennis giocato sul sintetico indoor. È stata la 3ª edizione del torneo, che fa parte del Virginia Slims World Championship Series 1983. Si è giocato ad Indianapolis negli USA dal 7 al 14 febbraio 1983.

## Campionesse

### Singolare
Anne Hobbs ha battuto in finale  Ginny Purdy con il punteggio di 6–4, 6–7, 6–4

### Doppio
Lea Antonoplis /  Barbara Jordan hanno battuto in finale  Rosalyn Fairbank /  Candy Reynolds con il punteggio di 5–7, 6–4, 7–5